# Ulica 1 Maja w Lublinie
Ulica 1 Maja w Lublinie – ulica w Lublinie znajdująca się w dzielnicy Za Cukrownią, łączyła dawniej dworzec główny PKP ze Śródmieściem. Obecnie składa się z 2 niepołączonych ze sobą części i ma znaczenie lokalne, pełni rolę pasażu handlowo-usługowego.

## Historia

### Początki
Została wytyczona w 1876 na terenach polsko-żydowskiego przedmieścia Piaski jako odciek łączący plac Bychawski z Dworcowym (było to dwa lata przed otwarciem dworca PKP). W 1928 jej nazwę zmieniono z Foksal na 1 Maja.

### Rozwój zabudowań
W 1874 przy ul. Foksal wybudowano Fabrykę Maszyn Rolniczych Mieczysława Wolskiego. W ostatniej ćwierci XIX w. wzdłuż ulicy wzniesiono zwartą zabudowę kamienic czynszowych. Od XVIII w. stała tam drewniana synagoga, rozebrana w 1864. W jej miejscu wzniesiono murowaną synagogę, przekształconą przez hitlerowców w budynek przemysłowy. Budynek rozebrano w latach 50. XX wieku.

### Wyłączenie ulicy z ruchu
W latach 80. zamknięto wjazd do południowej części ulicy z placu Bychawskiego, a pozostawiono tylko z placu Dworcowego. W 2007 zamknięto wjazd od ronda Lubelskiego Lipca '80 do północnej części ulicy stanowiącej dotychczas odcinek drogi wojewódzkiej nr 835. Jej rolę przejęła nowo wybudowana ul. Lubelskiego Lipca '80. 9 lutego 2019 ulica została otwarta dla ruchu od strony ronda Lubelskiego Lipca '80 ze względu na remont ulicy Fabrycznej, poprowadzono nią także tymczasowe objazdy dla komunikacji miejskiej. 22 lipca 2019 r. ulica została ponownie zamknięta.

### Ostatnie plany
W 2016 organizacje społeczne zaproponowały, by u zbiegu ul. 1 Maja i placu Bychawskiego powstał woonerf (publiczny podwórzec).

## Przebieg
Ulica ma ślepy początek w okolicach ron. Lubelskiego Lipca '80, do którego dawniej wpadała, jednak od 2019 roku nie istnieje połączenie ze skrzyżowaniem. Kiedyś przebiegał tędy główny szlak komunikacyjny — ul. Kunickiego. — 1 Maja — u. Zamojska — jednak obecnie zarówno Zamojska jak i 1 Maja nie są połączone z rondem i mają znaczenie lokalne; Dalej ulica krzyżuje się z ul. Kościelną i dochodzi do skrzyżowania z pl. Bychawskim, na którym możliwe są jedynie relacje skrętne. Nie ma możliwości jazdy prosto w ul. Kunickiego. W tym miejscu ulica jest przerwana. Dalej za pl. Bychawskim biegnie w kierunku Dworca Lublin Główny, gdzie kończy swój bieg na pl. Dworcowym.